# DPANN
DPANN is een grote en zeer diverse groep van Archaea. Deze groep werd in 2013 voorgesteld als superfylum. DPANN is een acroniem van de vijf fyla die er het eerst in samengevoegd werden: Diapherotrites, Parvarchaeota, Aenigmarchaeota, Nanohaloarchaeota en Nanoarchaeota. Later werden ook de fyla Woesearchaeota en Pacearchaeota ontdekt en ingedeeld binnen het DPANN-superfylum. Het wordt meestal beschouwd als een monofyletische groep, maar de fylogenie staat nog ter discussie. De meeste DPANN-archaea hebben extreem kleine cellen en gereduceerde genomen, waardoor ze ook wel nanoarchaea worden genoemd.
Geschat wordt dat bijna de helft van alle archaea in de biosfeer tot deze groep behoren. Er zijn maar zeer weinig vertegenwoordigers in cultuur bestudeerd, waardoor hun biochemische en ecologische eigenschappen nog grotendeels onduidelijk zijn. DPANN-archaea leven in diverse omgevingen, ze zijn teruggevonden in grondwater (aquifers), zoet en zout water, hydrothermale bronnen en in ontdooide permafrost.
De diversiteit van DPANN is voornamelijk vastgesteld met behulp van metagenomica. Analyses van archaea-genomen heeft duidelijk gemaakt dat veel soorten incomplete stofwisselingsroutes hebben en dus waarschijnlijk afhankelijk zijn van andere organismen. Soms ontbreekt de biosyntheseroute van nucleotiden of aminozuren zelfs volledig. Vermoed wordt dat dergelijke soorten in (epi)symbiose samenleven met hun gastheer (obligaat).